# Lolo (cantante)
Lauren Pritchard (Jackson, Tennessee, 27 de diciembre de 1987) conocida artísticamente como Lolo (comúnmente estilizado como LOLO), es una cantante, compositora y actriz estadounidense.

## Vida y carrera

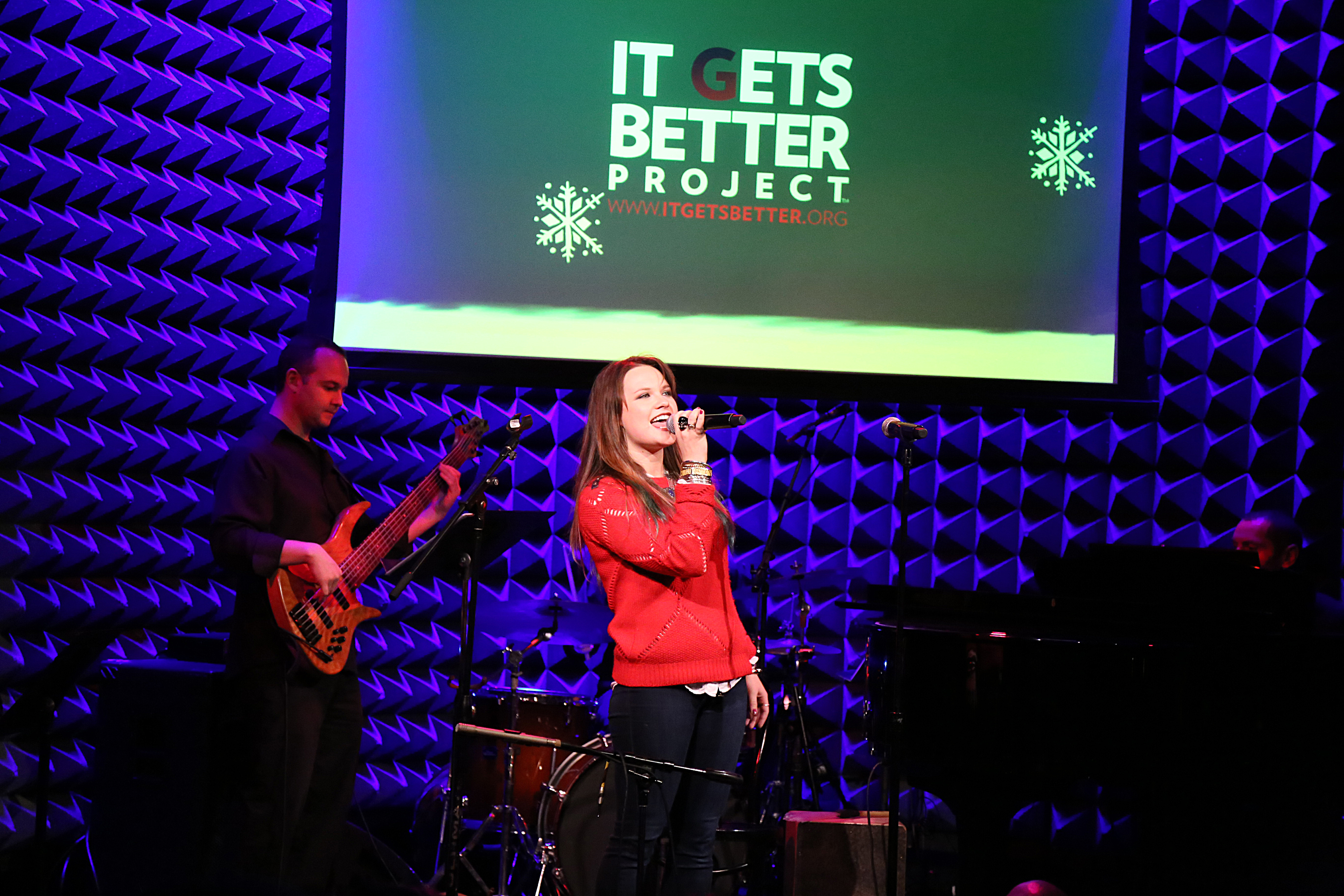
Lolo en 2014.

Nacida y criada en Jackson, Tennessee, Pritchard comenzó a escribir canciones a la edad de 14 años. A los dieciséis, se mudó a la ciudad de Los Ángeles, lugar donde vivió con Lisa Marie Presley, y trató de ser cantante en una banda de reggae. Sin embargo, tuvo mayor éxito como actriz en musicales, interpretando el papel de "Ilse", una adolescente de quince años fugitiva, en la exitosa obra de Broadway, Spring Awakening, durante dos años.
Más tarde, Pritchard se mudó al Reino Unido, y firmó con la discográfica Universal Music Group. En agosto de 2010, lanzó el sencillo Painkillers, canción que luego sería relanzada en una remezcla con el rapero Talib Kweli. Su álbum debut, Wasted in Jackson, fue escrito y producido con el músico Eg White, y lanzado digitalmente el 25 de octubre de 2010. El álbum fue lanzado en los Estados Unidos el 22 de febrero de 2011. Pritchard mencionó a Billy Joel, Joni Mitchell, Al Green y Candi Staton como algunos de las influencias detrás de su música.
En 2013, Pritchard adoptó el nombre artístico de "Lolo", y firmó con la discográfica Decaydance Records. Ese mismo año, realizó una colaboración con la banda Panic! at the Disco con el sencillo Miss Jackson. Bajo su nombre de pila, Pritchard también es compositora y letrista.
Su más reciente álbum In Loving Memory Of When I Gave A Shit fue lanzado el 9 de septiembre de 2016.

## Discografía

### Álbumes
- Wasted in Jackson (2010) (como Lauren Pritchard)
- In Loving Memory Of When I Gave A Shit (2016) (como LOLO)[9]

### EP
- Comeback Queen EP (2015)[10]

### Sencillos
- "When the Night Kills the Day" (2010)
- "Painkillers" (2010)
- "Not the Drinking" (2010)
- "Stuck" (2011)
- "Weapon for Saturday" (2013)
- "Heard It from a Friend" (2013)
- "Year Round Summer of Love" (2013)
- "Gangsters" (2014)
- "Hit and Run" (2014)
- "I Don’t Wanna Have to Lie" (2015)
- "Shine" (2016)

### Colaboraciones
- "Miss Jackson" (2013) - Panic! At The Disco
- "Headphones" (2014) - Matt Nathanson
- "WAIT" (2014) - Lemaitre
- "Centuries" (2014) - Fall Out Boy
- "Cure Me" (2014) - Redlight